# Il primo bacio (film 1939)

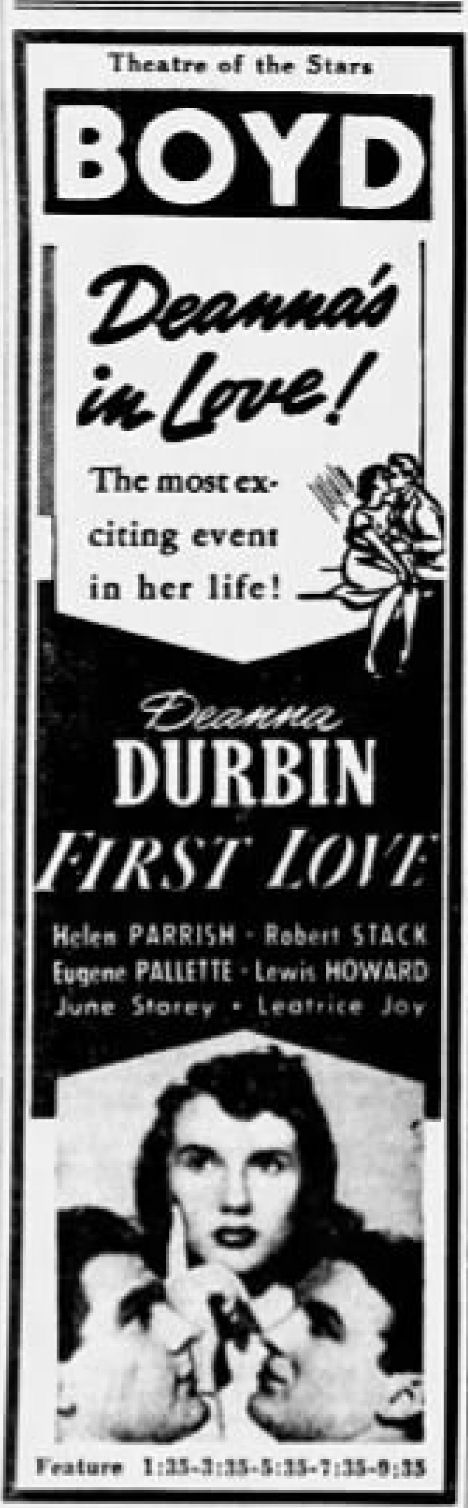

Il primo bacio (First Love) è un film del 1939, diretto da Henry Koster. È ispirato alla fiaba Cenerentola di Charles Perrault, pubblicata ne I racconti di Mamma Oca a Parigi nel 1697.

## Produzione
Le riprese del film, prodotto dall'Universal Pictures, durarono dal 27 giugno a metà ottobre 1939.

## Distribuzione
Il copyright del film, richiesto dalla Universal Pictures Co., fu registrato il 9 novembre 1939 con il numero LP9215.